# John Anthony Thwaites

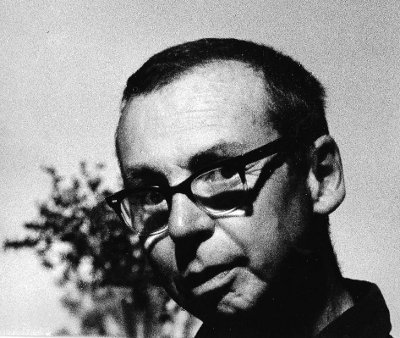
John Anthony Thwaites, 1965

John Anthony Thwaites (* 21. Januar 1909 in Kensington, Grafschaft London; † 21. November 1981 in Leienkaul) war ein englischer Kunstkritiker und Autor, der seit 1946 in Westdeutschland wirkte.

## Leben und Werk
John Anthony Thwaites studierte Geschichte an den Universitäten von Lausanne und Cambridge. 1931 bis 1949 war er im britischen auswärtigen Dienst. Bis 1943 war er als britischer Vizekonsul in Hamburg, New York, Chicago, Kattowitz, León (Mexiko) und Panama tätig. 1946 wurde er von London an das britische Konsulat in München versetzt.
Als Kunstkritiker arbeitete Thwaites seit 1933. Er begann Werke von Künstlern wie Paul Klee, Wassily Kandinsky und Henry Moore zu sammeln, die heute zu den Meistern der klassischen Moderne gezählt werden. Diese Tätigkeit nahm aber 1939 mit dem deutschen Überfall auf Polen und der hastigen Evakuierung der britischen Diplomaten dort ein vorzeitiges Ende, als er seine gesamte Sammlung in seiner Privatwohnung in Kattowitz zurücklassen musste.
1949 quittierte er den diplomatischen Dienst und widmete von da an sein Leben der Durchsetzung der modernen Kunst in Westdeutschland mit den Mitteln des Publizisten und Vortragsredners. Zusammen mit dem Maler Rupprecht Geiger initiierte er die Künstlergruppe ZEN 49. Als Korrespondent englischer und amerikanischer Zeitschriften suchte er der deutschen Kunst nach dem Krieg wieder den internationalen Rang zu verschaffen, der ihr seiner Ansicht nach gebührte. Seit 1955 in Düsseldorf tätig unterstützte Thwaites die Künstler der Gruppe 53 und der Gruppe ZERO. In den 1970er Jahren war er freier Mitarbeiter für den Westdeutschen Rundfunk sowie Seminarleiter an der Düsseldorfer Kunstakademie.
Thwaites sah die Kunst als Spiegel der Erlebniswelt einer jeden Epoche. Gute Künstler waren für ihn diejenigen, die diese Wirklichkeit wahrhaftig und originell interpretierten. Gegen andere, die er für Kopisten und Epigonen hielt, zog er dagegen publizistisch zu Felde; ebenso gegen Joseph Beuys, in dem er keinen Künstler, sondern einen demagogischen Verführer der Jugend sah, den er schließlich auch mit Adolf Hitler verglich.
Thwaites war als Kritiker ein strikter Moralist. 1961 schrieb er in der Deutschen Zeitung:

„Der Kritiker muss seine persönlichen Freunde verreißen können und Künstler loben, die er persönlich nicht mag. Er darf sich selbst, wenn es sein muss, schaden. Er darf nie schreiben um einen persönlichen Vorteil zu haben. Macht und Position können ebenso korrupt machen wie das Geld. Eine Situation, wo die Kritiker sich decken und die Schützlinge der anderen respektieren, führt zu einer geistigen Korruption, die die Kunst erwürgt.“

## Bücher
- Ich hasse die Moderne Kunst. Ullstein Verlag, Frankfurt am Main 1960.
- Norbert Kricke. Thames and Hudson, London 1964.
- Der doppelte Maßstab. Adam Seide, Frankfurt am Main 1967.
- Hans Kaiser. Köln 1979.